# Hulmeville
Hulmeville é um distrito localizado no estado norte-americano de Pensilvânia, no Condado de Bucks.

## Demografia
Segundo o censo norte-americano de 2000, a sua população era de 893 habitantes. Em 2006, foi estimada uma população de 875, um decréscimo de 18 (-2.0%).

## Geografia
De acordo com o United States Census Bureau tem uma área de 1,0 quilômetros quadrados, dos quais 1,0 quilômetros quadrados cobertos por terra e 0,0 quilômetros quadrados cobertos por água.

## Localidades na vizinhança
O diagrama seguinte representa as localidades num raio de 8 km ao redor de Hulmeville.